# Birmingham Proof House
Das Birmingham Gun Barrel Proof House ist ein Beschussamt und Museum in Birmingham.

## Geschichte

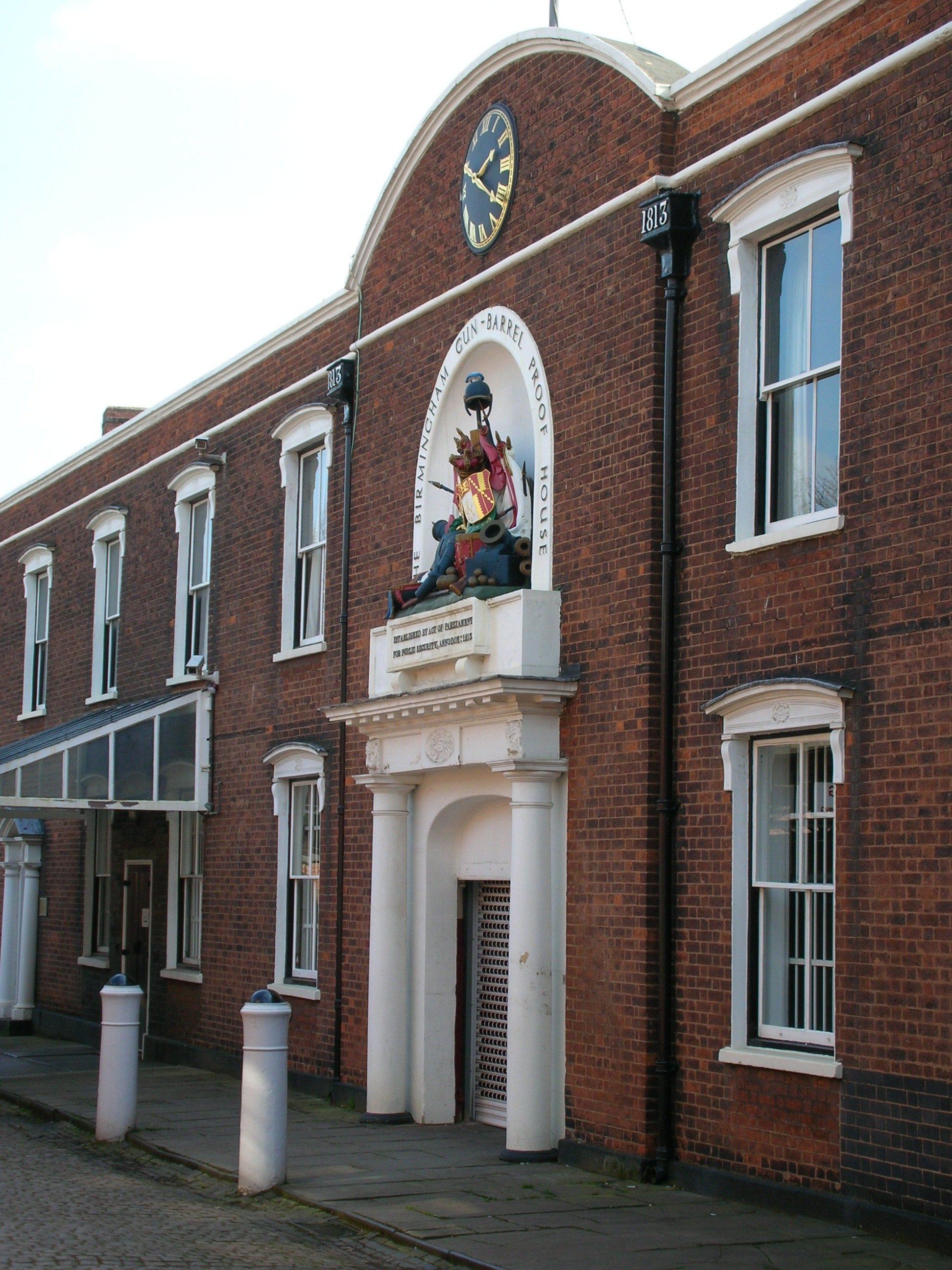
Eingang des Birmingham Gun Barrel Proof House

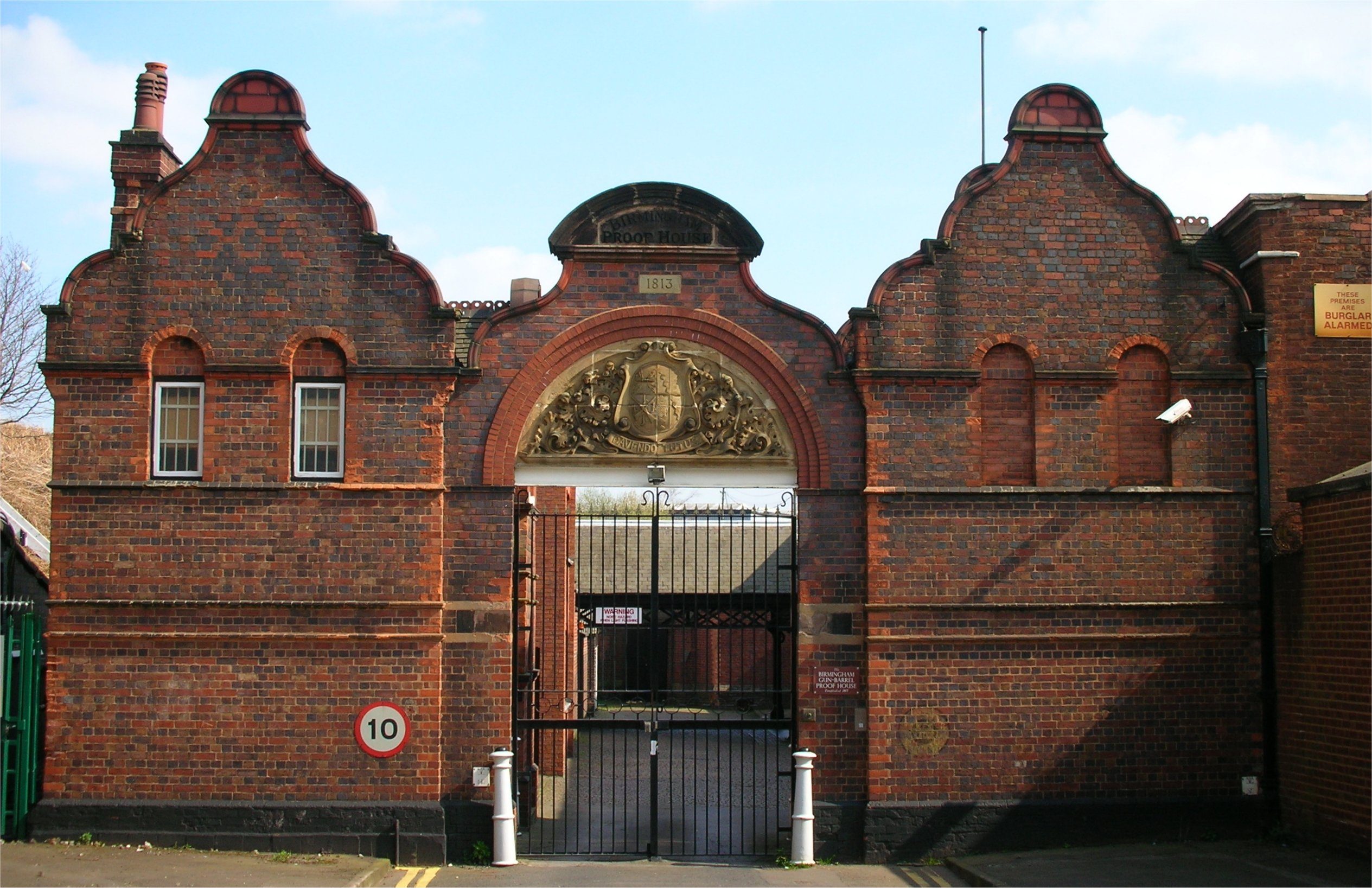
Eingangstore des Birmingham Gun Barrel Proof House

Das Birmingham Gun Barrel Proof House wurde 1813 auf Erlass des englischen Parlaments gegründet. Seitdem nimmt dieses Beschussamt in Birmingham Aufgaben des Beschusswesens wahr. Zuvor bestanden private Prüfstellen in Birmingham, die nicht von allen ortsansässigen Gewerbetreibenden des Büchsenmacherhandwerks genutzt wurden. Mit der Gründung des Beschussamtes wurden offizielle Beschussprüfungen obligatorisch für alle Waffenhersteller in Birmingham. Verbindlich für England wurde dies auf nationaler Ebene später mit dem Gun Barrel Proof Act 1855 und dem nachfolgenden Gun Barrel Proof Act 1868 dessen Regelwerk bis heute in Kraft ist. Die Gründungskosten trugen Handel und Hersteller in Birmingham. Das Gebäude wurde seinerzeit von John Horton entworfen. Der Komplex wurde 1883 um ein Torhaus erweitert das mit jakobinischen Architekturelementen versehen wurde.
Für die Zeit von 1855 bis 1864 sind folgende Angaben zu Waffenproduktion und Waffenprüfungen bekannt, die bemerkenswerterweise für Birmingham zwischen dem „trade Proof house“ und dem „Regierungs Proof house“ unterscheiden und zusätzlich Zahlen zur Waffenproduktion angeben:

„In den 10 Jahren 1855 bis 1864 sind in England 6,116,305 Gewehre und Pistolen geprüft worden; davon im birminghamer trade Proof house 3,277,815 und im dortigen Regierungs Proof house 978,249 diese letzteren waren alle für Landheer und Flotte bestimmt. Sodann in London 1,325,139 in der Fabrik zu Enfield 505,102. Die jährliche Waffenproduktion stellt sich so: Birmingham trade Proof house 327,781; im Probirhause der Regierung 97,824; London trade Proof house 135,513, Enfield 72,154, – im Ganzen 633,272.“

Vorstehende Zahlen sind auch an anderer Stelle belegt und geben so Vergleichsmöglichkeit zum Umfang der Waffenprüfung und -herstellung in Birmingham und weiteren Orten im Vereinigten Königreich von Großbritannien.

## Beschussamt
Das Birmingham Gun Barrel Proof House ist bis heute als Beschussamt aktiv. Es ist eines der zwei existierenden britischen Beschussämter und bei der C.I.P. registriert. Die klassischen Aufgaben des Beschusswesens die dort wahrgenommen werden umfassen Prüfung von Waffen und Munition. Des Weiteren werden Zertifikate und Gutachten zu diversen Gegenständen und Vorgängen im Beschusswesen erstellt. Der ehemalige Schießstand am Eisenbahnviadukt von Bordesley wurde inzwischen aufgegeben. Das Beschussamt bietet individuelle Vorträge im hauseigenen Museum und die Bereitstellung historischer Konferenzräume an.

## Museum
Das Bestehen des Museums im Beschussamt Birmingham teilt sich in 2 Epochen. Ab 1858 gab es eine Waffensammlung, die 1876 wegen mangelndem Publikumsinteresse geschlossen wurde. Seit Juli 2000 gibt es wieder eine öffentlich zugängliche Ausstellung, die seit dem nach und nach erweitert wurde. Sie umfasst Waffen, Munition und eine Bibliothek zum Themenbereich.